# Papyrus Berlin 10012
Der Papyrus Berlin 10012 (auch pBerlin 10012) besteht aus den beiden Fragmenten 10012A VS und 10012B, die von Ludwig Borchardt in al-Lahun 1899 erworben und anschließend erstmals veröffentlicht wurden. Zwischenzeitliche Untersuchungen konnten den Papyrus dem altägyptischen König Sesostris III. zuordnen. Der Papyrus Berlin 10012 stellt in der altägyptischen Chronologie aufgrund der erhaltenen bruchstückhaften Dokumente hinsichtlich des Sothis-Aufgangs einen der Hauptpfeiler dar.

## Inhalt

### Papyrus-Fragment 10012A VS
Der „Papyrus Berlin 10012A VS“ wurde als Briefabschrift im Tagebuch des Totentempels von Sesostris II. eingetragen. Der Bürgermeister Nebukaure übermittelt dem am Totentempel tätigen obersten Vorlesepriester Pepihotep den bevorstehenden heliakischen Aufgang von Sirius für den 16. Peret IV.
Der Name des Königs (Pharao) bleibt ungenannt. Angegeben ist neben dem Sothis-Datum lediglich das siebte Regierungsjahr und der 25. Peret III als Tag der Übermittlung. Bemerkenswert ist der Befund, dass zwischen dem 25. Peret III und dem 16. Peret IV ein Zeitraum von 21 Tagen liegt. Dieser Umstand belegt, dass für die Kalenderdatierung eine unmittelbare Beobachtung des heliakischen Aufgangs von Sirius nicht notwendig war und andere Fakten als Basis der Vorhersage vorgelegen haben müssen.
In der Ägyptologie wird diskutiert, ob ein schematisierter Sothis-Kalender benutzt wurde, weshalb sich zunächst eine direkte Beobachtung erübrigte. Denkbar ist auch die Beobachtung eines anderen astronomischen Ereignisses, das etwa 21 Tage vor dem heliakischen Aufgang des Sirius stattfand.
Christian Leitz und Alexandra von Lieven verweisen in diesem Zusammenhang auf die Diagonalsternuhren des Mittleren Reiches, die in den Sargtexten Verwendung fanden und eine vorherige Beobachtung vom Frühaufgang des auffälligen Sternbildes Orion nahelegen würden. Bei eventuell auftretenden Abweichungen hätte sich ein Fehler bei der anschließenden Begehung des Sothis-Festes  durch den Eintrag in das vorliegende Festprotokoll automatisch berichtigt.

### Papyrus-Fragment 10012B
Der „Papyrus Berlin 10012B“ enthält Angaben über Lieferungen für das nach dem Sothis-Aufgang sich anschließende Sothis-Fest, das am 17. Peret IV begangen wurde. Einige Ägyptologen sehen im Datum des 17. Peret IV den Beleg einer eintägigen Abweichung gegenüber dem Sothis-Aufgang und vermuten daher entweder einen Schreibfehler oder eine schematisierte Vorberechnung, die durch das Festprotokoll berichtigt wurde.
Gegen diese Annahme spricht der Umstand, dass der altägyptische Tag mit dem Sonnenaufgang begann; der heliakische Aufgang von Sirius jedoch in den altägyptischen Aufzeichnungen durchgehend zur zwölften Nachtstunde des Vortages gezählt wurde. Das zugehörige Sothis-Fest fand zudem immer am ersten Tag des Jahres statt, während der heliakische Siriusaufgang immer den letzten Jahrestag markierte. Das Datum des 17. Peret IV belegt auf dieser Grundlage keinen Widerspruch oder eine Abweichung.

## Zeitliche Zuordnung des Papyrus Berlin 10012
Ludwig Borchardt entschied sich bei seiner Zuordnung des Papyrus Berlin 10012 aufgrund seiner Untersuchungen zugunsten des altägyptischen Königs Sesostris III.:

„Die Fragmente des Tempeltagebuches...zeigen für die Jahre fünf bis neun die gleiche Handschrift - eine kleine, sehr klare und deutliche, fette Schrift, die sich von den sonst auf unseren Papyri vorkommenden Schriften ganz charakteristisch unterscheidet -. Es kann daher keinem Zweifel unterliegen, dass in diesen fünf Jahren das Tempeltagebuch von ein und derselben Person geführt wurde. Nun sind aber in den Aufzeichnungen des neunten Jahres Königsnamen erwähnt... Statuen des „seligen Sesostris II.“ und des „ewig Lebenden“, also regierenden Sesostris III. Hieraus folgt, dass auch die von gleicher Hand geschriebenen Fragmente aus dem Jahr Sieben, die eben die Sothisdaten enthalten, unter Sesostris III. verfasst wurden.“

Den Rückschlüssen Borchardts widersprachen zunächst Otto Neugebauer und Giulio Farina. Dagegen bestätigten paläografische Untersuchungen von Georg Möller die Annahmen von Ludwig Borchardt. Richard Anthony Parker und  William Franklin Edgerton bestätigten ebenfalls die Borchardtschen Vermutungen. Weitere Untersuchungen ergaben, dass der Bürgermeister Nebukaure auch im neunten und achtzehnten Regierungsjahr des Sesostris III. belegt ist. Für den nachfolgenden König Amenemhet III. trägt der amtierende Bürgermeister im neunten Regierungsjahr den Namen Sesostris. Unter diesen Voraussetzungen ergab sich ein weiteres Indiz, dass Papyrus Berlin 10012 Sesostris III. zuzuordnen ist; so auch bestätigt in Ulrich Lufts Untersuchungen der zugehörigen Lahunpapyri.